# Малюр сапфіровий
Малюр сапфіровий (Malurus cyaneus) — вид горобцеподібних птахів з родини малюрових (Maluridae).

## Поширення
Ендемік Австралії. Поширений на південному сході країни. Трапляється на південному сході Південної Австралії (включаючи острів Кенгуру), півдні Квінсленду, в Новому Південному Уельсі, Вікторії і Тасманії. Мешкає у різноманітних лісах, садах і міських парках.